# Çò de Jèp de Montoya
El Çò de Jèp de Montoya és un monument del municipi i vila de Les (Vall d'Aran) inclòs en l'Inventari del Patrimoni Arquitectònic de Catalunya.

## Descripció
Mansió de tres plantes i "humarau" que conserva l'aire clàssic aranès, amb una gran qualitat de detalls, rematada per un pinacle en forma de torricó medieval. A més d'altres pedres antigues rescatades de les ruïnes, destaca en la façana del "penalèr" de migdia una notable portada elevada, resolta amb peces de marbre blanc, que en la dovella conté l'escut heràldic familiar amb deu fulles d'àlber en les cartel·les 1a i 4a, la tau de Sant Antoni en les altres, i el cíngol franciscà per orla, presidit per un elm amb bucles, i l'any 1990. En la façana de migdia hi ha encastades tres pedres remarcables, dues damunt les portes i la tercera damunt la finestra central, les quals contenen un crismó, la data 18--(entre motius geomètrics) i un escut, respectivament. La façana de ponent presenta un forn de pa a la dreta del "poladèr". Altrament en les llucanes comparteixen les siluetes de parelles d'animals diversos (porcs fers, isards, ossos, cérvols, àguiles, llops, etc.) resoltes en ferro.

## Història
L'antiga casa de Bernat de Ponin és segons tradició una de les cases més velles de Les. Jèp de Montoya l'ha reconstruïda totalment conservant-ne l'esperit.